# Praça de Espanha (Lizbona)
Praça de Espanha (do 1979 Praça Espanha, Plac Hiszpański) – plac w Lizbonie, na terenie parafii Campolide, Avenidas Novas i São Domingos de Benfica.
Niedaleko placu znajduje się siedziba Fundacji Calouste Gulbenkiana, głównego centrum portugalskiej kultury w stolicy oraz Palácio de Palhavã, rezydencja ambasadora Hiszpanii.
W całości plac został przebudowany w 1998 roku i Arco de São Bento, dawniej połączony z Galeria da Esperança i Akweduktem Águas Livres, został zdemontowany z miejsca swojego oryginalnego pochodzenia na Rua de São Bento i ustawiony na placu.
Plac jest obsługiwana przez stację metra Praça de Espanha oraz wiele autobusów, kursujących do różnych miejsc na południe od Tagu.